# 河上金物
河上金物株式会社（かわかみかなもの）は、富山県富山市にある鉄鋼メーカー。

## 概要
主な事業は鉄鋼製品、金物類などの製造・販売である。2018年時点で鉄鋼製品74％、建築健在20％を占めている。
社章は青地に黄色でかね七となっている。尚、同市内にある食品メーカーのかね七も類似しているマークを使用しているが、こちらは白地に朱色のかね七であり、七の部分が太くなっている。

### 事業所
本社、鉄鋼センター、建材リースセンター、金沢店

### 沿革
- 1885年 - 河上弥三郎によって創業[1]。
- 1946年1月[1] - 有限会社河上金物店として設立。
- 1973年10月 - 鉄鋼部ビルを現在地に新築し、鉄鋼センターを開所[1]。
- 1995年12月1日 - 株式会社に組織変更し、現社名に変更[2]。
- 2011年12月 - 本社を現在地に移転[1]。